# Корнеліус Сігмундссон
Корнеліус Сігмундссон (Kornelius Sigmundsson) (1947, Рейк'явік) — ісландський дипломат. Надзвичайний і Повноважний Посол Ісландії у Фінляндії та в Україні, Естонії, Латвії, Литві за сумісництвом.

## Життєпис
Корнеліус Сігмундсон народився у 1947 році в Рейк'явіку. Він є випускником Університету Йорка в Англії, соціальні науки.
З 1973 року на дипломатичній службі Ісландії. Він працював в Женеві і Нью-Йорку, був Тимчасовий повірений у справах Ісландії в Організації Об'єднаних Націй.
З 1999 року — Надзвичайний і Повноважний Посол Ісландії у Фінляндії та в Україні, Естонії, Латвії, Литві за сумісництвом.
19 жовтня 1999 року — вручив вірчі грамоти Президенту України Леоніду Кучмі.
У 2004 році — призначений в Генеральне консульство Ісландії в Вінніпезі, Канада.